# 石塚俊明
石塚俊明（いしづか としあき、1950年2月2日 - ）は東京生まれのドラマー、パーカッショニスト。頭脳警察の打楽器担当。

## 概要
1969年に、パンタと共にロックバンド頭脳警察を結成。
自身のバンド「トシ・ライブ・バンド・シノラマ」の活動だけでなく辻村ジュサブロー人形芝居「高野聖」、外波山文明一人芝居「飛行船とんだ」の音楽を手掛け、サイモン・ジェフ、小林武久、高木元輝、佐藤通弘など多様なアーティストと精力的に共演。1984年からは歌人、僧侶である福島泰樹の短歌絶叫コンサートに参加。2000年を過ぎても活発に活動中。
タージ・マハル旅行団、四人囃子、遠藤賢司、遠藤ミチロウ、佐渡山豊、三上寛、友川かずきとも関係が深い。